# Constantin Trestioreanu
Constantin Trestioreanu (n. 18 iulie 1891, Trestioara, Buzău – d. 26 ianuarie 1983, București) a fost un militar (general de divizie) român, care a luptat în cel de-al Doilea Război Mondial. Acuzat de crime de război, în anul 1945 Tribunalul Poporului din București l-a declarat criminal de război și l-a condamnat la moarte, degradare și pierderea drepturilor civice. Sentința i-a fost comutată la închisoare pe viață iar după un an, în 1956 a fost amnistiat și eliberat din închisoare.

## Cariera
A absolvit Școala de Ofițeri de artilerie în 1911. A fost înaintat la gradul de colonel la 10 mai 1934 și la gradul de general de brigadă la 10 mai 1941.
- 1935: Comandantul Regimentului 38 de artilerie.
- 1935 - 1939: Comandantul Regimentului 13 de artilerie.
- 1939: Șeful statului major al Corpului al II-lea de armată.
- 1939 - 1941: General de brigadă, comandantul Brigăzii a IX-a de artilerie.
- 1941: Comandant adjunct al Diviziei a X-a.
- 1941 - 1942: General de divizie, comandantul Corpului de artilerie.
- 1941 - 1942: Comandantul militar al Odesei.
- 1942 - 1943: Comandantul Diviziei a VII-a.
- 1943: Trecut în rezervă.
- 1943 - 1944: Rechemat la comanda Diviziei a X-a.
- 1944: Comandantul Corpului al II-lea.
- 1944: Arestat sub acuzarea de crime de război
- 1945: Tribunalul Poporului din București l-a declarat criminal de război și l-a condamnat la moarte, degradare și pierderea drepturilor civice. Sentința i-a fost comutată la închisoare pe viață.
- 1956: Amnistiat și eliberat din închisoare[3].

A fost arestat la 20 octombrie 1944 sub acuzarea de crime împotriva populației civile evreiești în 1941. Judecat și condamnat la moarte de Tribunalul Poporului, la 22 mai 1945, condamnarea la moarte i-a fost comutată la muncă silnică pe viață, iar pedeapsa de degradare și pierderea drepturilor (pensie, decorații, medalii și apanajele consecutive) a rămas în vigoare. După o detenție de aproape un an în penitenciarele Dumbrăveni, Aiud, Craiova și Gherla, a fost eliberat la 25 aprilie 1956.
A încetat din viață la 26 ianuarie 1983, la București.

## Decorații
- Ordinul „Steaua României” în gradul de ofițer (8 iunie 1940)[5]
- „Ordinul național Steaua României” clasa a III-a, retras de Tribunalul Poporului la 22 mai 1945;
- „Ordinul Mihai Viteazul” clasa a III-a, retras de Tribunalul Poporului la 22 mai 1945;
- „Vulturul German” clasa a II-a.

## Vezi și
- Ion Antonescu
- Masacrul de la Odesa
- Al doilea război mondial
- Tribunalele Poporului